# Чирвинський Володимир Миколайович
Володи́мир Микола́йович Чирви́нський (*21 вересня 1883, Москва — †28 лютого 1942) — український  геолог. Син одного з основоположників зоотехнічної науки Миколи Чирвинського, брат мінералога й петрографа Петра Чирвинського.

## Біографія
Народився 21 вересня 1883 року в Москві. В 1907 році закінчив Київський університет; з 1911 року викладав геологію й мінералогію у високих школах у Києві; одночасно брав участь у роботах Українського геологічного комітету і працював в Інституті геологічних наук АН УССР.

Могила Володимира Чирвинського

Помер 28 лютого 1942 року. Похований в Києві на Лук'янівському цвинтарі (ділянка №21). На могилі стела з сірого граніту.

## Наукова робота
Чирвинський — автор понад 100 наукових праць, присвячених різним питанням мінералогії, кристалографії, петрографії, вивченню гірських порід та корисних копалин України, зокрема бурого вугілля, у тому числі капітальних монографій:
- «Фосфорити України», К. 1918;
- «Головні корисні копалини України у зв'язку з її геологічною минувшиною», К. 1919;
- «Материалы к познанию буроугольных местонахождений УССР», ч. 2 — 3. X. 1939 та інші.

Чирвинський провадив геологічні зйомки території України та склав геологічний опис терену міста Києва та його околиць.